# Michael Linhart

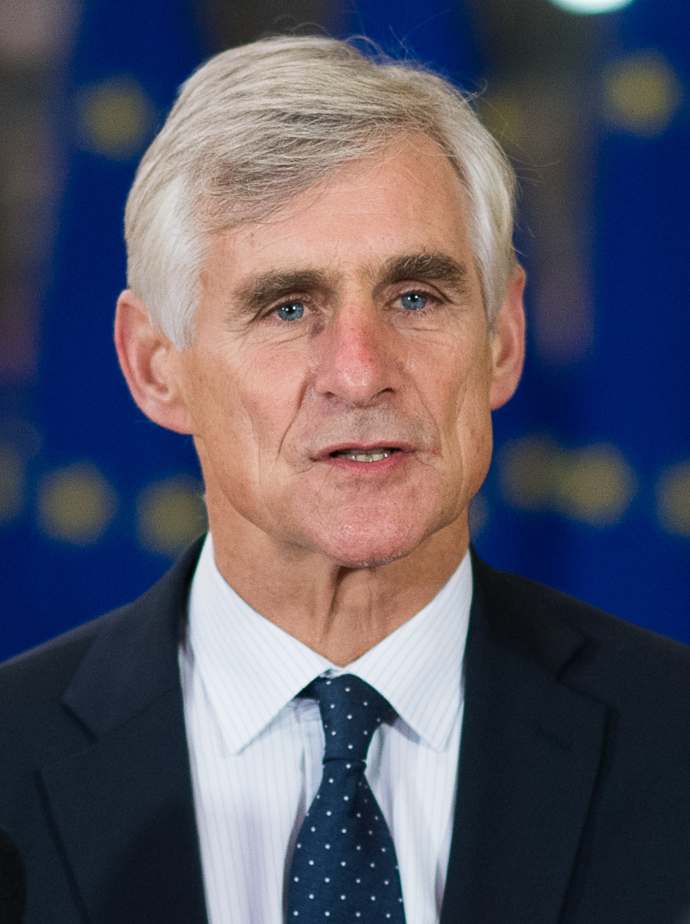
Michael Linhart (2021)

Michael Linhart (* 31. August 1958 in Ankara, Türkei) ist ein österreichischer Diplomat und Politiker (ÖVP).
Von Oktober bis Dezember 2021 war er Bundesminister für europäische und internationale Angelegenheiten der Republik Österreich in der Bundesregierung Schallenberg. Davor war Linhart unter anderem von 2018 bis 2021 Botschafter der Republik Österreich in Frankreich und von 2013 bis 2018 Generalsekretär im Bundesministerium für Europa, Integration und Äußeres. Von 2022 bis 2025 war er österreichischer Botschafter in Deutschland.

## Werdegang und diplomatische Tätigkeit

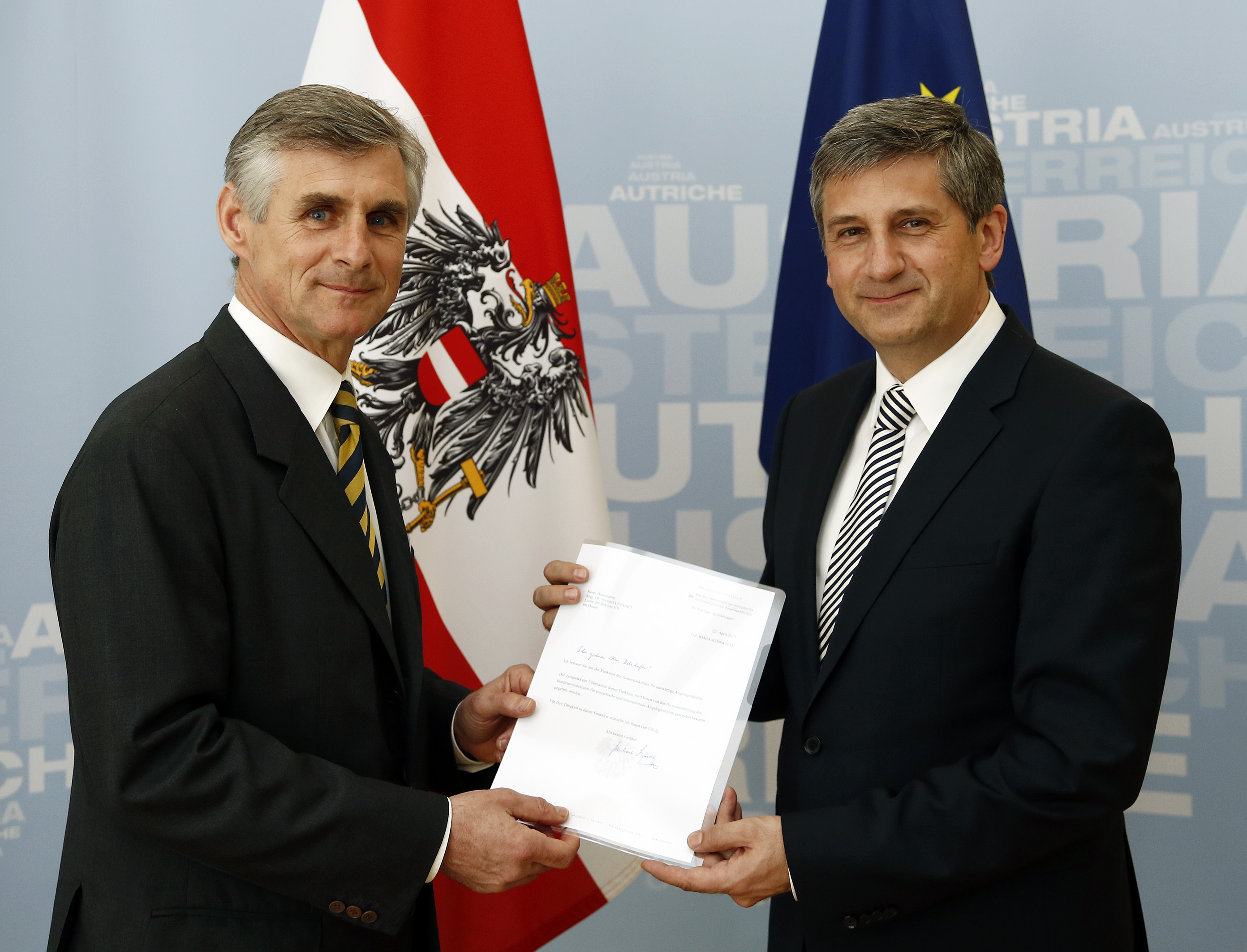
Amtsübernahme als Generalsekretär des Außenministeriums im Jahr 2013 mit Außenminister Michael Spindelegger

Michael Linhart wurde am 31. August 1958 in Ankara in der Türkei geboren, wo sein Vater als Diplomat an der österreichischen Botschaft tätig war. Er besuchte die schulische Oberstufe in Feldkirch in seiner Vorarlberger Heimat und maturierte an der Privatschule Stella Matutina im Jahr 1976. Anschließend daran leistete er in den Jahren 1976 bis 1977 seinen Präsenzdienst beim österreichischen Bundesheer ab, ehe er das Studium der Rechtswissenschaften an den Universitäten Salzburg und Wien aufnahm. Im Jahr 1985 wurde Linhart in Wien zum Doktor der Rechtswissenschaften promoviert. Im selben Jahr absolvierte er die juristische Gerichtspraxis.
Im Jahr 1986 trat Michael Linhart in den diplomatischen Dienst ein und wurde zunächst im Außenministerium selbst und anschließend in der österreichischen Botschaft in Addis Abeba eingesetzt. 1988 erfolgte die Versetzung an die Botschaft in Damaskus, wo Linhart erster Botschaftssekretär und stellvertretender Botschaftsleiter wurde. Vier Jahre später, im Jahr 1992, wurde Linhart Botschaftsrat und stellvertretender Botschaftsleiter in Zagreb, was er bis 1995 blieb. Im August 1995 wurde Michael Linhart vom damaligen Außenminister Wolfgang Schüssel zum persönlichen Sekretär in seinem Kabinett ernannt, womit er nach Wien zurückkehrte. Nachdem Schüssel im Jahr 2000 zum Bundeskanzler aufgestiegen war, wurde Linhart dessen persönlicher Berater in außenpolitischen Fragen und gleichzeitig zum österreichischen Botschafter in Damaskus bestellt.
Von 2003 bis 2007 leitete er in der Folge als Geschäftsführer die neu gegründete Austrian Development Agency des Außenministeriums. Erneut auf einen Botschafterposten wurde Linhart 2007 berufen, als er österreichischer Botschafter in Athen wurde. 2012 kehrte Michael Linhart nach Österreich zurück, um im Außenministerium Leiter der Sektion für Entwicklungszusammenarbeit zu werden. Am 2. Dezember 2013 folgte dem die Bestellung als Generalsekretär im Außenministerium, womit Linhart höchster Beamter des Ministeriums wurde.
Unter der neuen Außenministerin Karin Kneissl wurde die Bestellung Linharts als Generalsekretär nicht verlängert, weshalb er mit 1. Juni 2018 in dieser Position durch Johannes Peterlik ersetzt wurde. Im Sommer 2018 trat Michael Linhart in der Folge den Posten als österreichischer Botschafter in Paris an. Diesen diplomatischen Posten hatte Linhart schließlich bis zu seiner Ernennung zum Außenminister der Republik Österreich am 11. Oktober 2021 inne.
Nach dem Ausscheiden aus dem Ministeramt am 6. Dezember 2021 wurde Linhart im Ministerrat vom 15. Dezember 2021 mit der Leitung der österreichischen Botschaft in Berlin betraut und sollte mit März 2022 als österreichischer Botschafter bei der Bundesrepublik Deutschland entsandt werden. Der Bestellungs-Vorschlag als Botschafter in Berlin durch Außenminister Schallenberg erfolgte, obwohl sich Linhart wegen der erst nach Ablauf der Bewerbungsfrist erfolgten Regierungsrochade zuvor nicht auf diesen Posten hatte bewerben können. Aufgrund dieses Formfehlers bestätigte das Beamtenministerium unter Vizekanzler Werner Kogler den Ernennungsakt nicht. Am 21. Februar 2022 schrieb das Außenministerium den Posten neu aus. Im Zuge dieser Neuausschreibung, bei der sich Linhart auf den Posten beworben hatte, wurde er als „in höchstem Ausmaß für die Funktion qualifiziert“ angesehen und in weiterer Folge durch die Bundesregierung schließlich Mitte April 2022 als österreichischer Botschafter bei der Bundesrepublik Deutschland bestellt. Er wurde schließlich am 21. Juni 2022 vom deutschen Bundespräsidenten Frank-Walter Steinmeier als Botschafter akkreditiert. 2025 wurde er als Botschafter in Deutschland von Alexander Marschik abgelöst.

## Politische Karriere

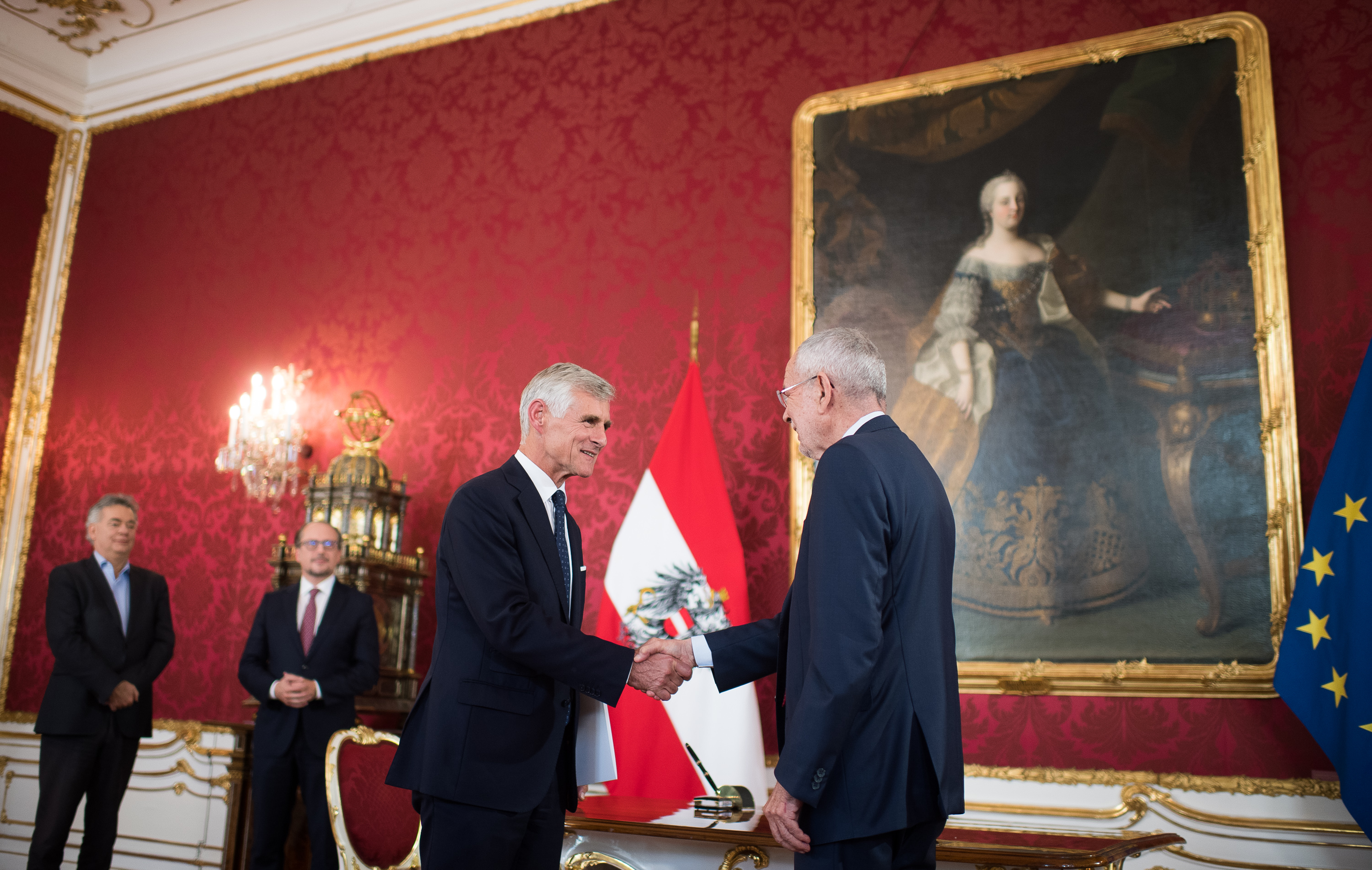
Angelobung von Michael Linhart als Außenminister durch Bundespräsident Alexander Van der Bellen

Am 11. Oktober 2021 wurde Michael Linhart als Nachfolger von Alexander Schallenberg, der am selben Tag zum neuen österreichischen Bundeskanzler ernannt wurde, von Bundespräsident Alexander Van der Bellen als Außenminister angelobt. Schallenberg wurde nach dem Rücktritt von Kanzler Sebastian Kurz dessen Nachfolger als Regierungschef und schlug dem Bundespräsidenten in seiner ersten Amtshandlung Linhart als seinen Nachfolger im Außenministerium vor.
Seine erste Reise als neu bestellter Außenminister der Republik Österreich führte Michael Linhart drei Tage nach seiner Angelobung nach Bosnien und Herzegowina. Dort traf er unter anderem den Hohen Repräsentanten für Bosnien und Herzegowina, Christian Schmidt, den Vorsitzenden des Ministerrats von Bosnien und Herzegowina, Zoran Tegeltija, und seine Amtskollegin, Außenministerin Bisera Turković.
Bereits am 3. Dezember 2021 wurde durch die ÖVP-Führung entschieden, dass Linhart sein Amt im Zuge einer weiteren Regierungsumbildung wieder verlieren werde. Er wurde in der am 6. Dezember 2021 angelobten Bundesregierung Nehammer nach nur 56 Tagen im Amt durch seinen Vorgänger Schallenberg ersetzt. Nach seinem Abschied aus dem Regierungsamt wurde Linharts Rückkehr als Botschafter nach Paris ausgeschlossen. Am 21. Juni 2022 wurde er als Nachfolger von Peter Huber als österreichischer Botschafter bei der Bundesrepublik Deutschland in Berlin akkreditiert.

## Privatleben
Michael Linhart ist verheiratet und hat drei Kinder. Sein jüngerer Bruder Markus Linhart (* 1959) war von 1998 bis 2020 Bürgermeister von Bregenz. Seit 1977 ist Michael Linhart Mitglied der katholischen Studentenverbindung KHV Babenberg Wien im ÖCV.

## Auszeichnungen
- Großer Tiroler Adler-Orden (Beschluss 2019, Verleihung 2023)[27]